# Chusquea abietifolia
Chusquea abietifolia är en gräsart som beskrevs av August Heinrich Rudolf Grisebach. Chusquea abietifolia ingår i släktet Chusquea och familjen gräs. Inga underarter finns listade i Catalogue of Life.